# (24265) Banthonytwarog
(24265) Banthonytwarog est un astéroïde de la ceinture principale.

## Description
(24265) Banthonytwarog est un astéroïde de la ceinture principale. Il fut découvert le 13 décembre 1999 à Eskridge par Gary Hug et Graham E. Bell. Il présente une orbite caractérisée par un demi-grand axe de 2,17 UA, une excentricité de 0,18 et une inclinaison de 5,5° par rapport à l'écliptique.

## Compléments